# The pulse of Moscow
|  | Denne artikel er oprettet af botten PalnaBot ud fra en ekstern database. Den kan derfor have sproglige fejl eller mangler. Denne skabelon kan fjernes efter kontrol af indholdet. |

The pulse of Moscow er en dansk dokumentarfilm fra 1990 instrueret af Jenö Farkas efter eget manuskript.

## Handling
Vi havde otte dage i Moskva til at tage pulsen på byen, og vi skød løs. Historierne drev os fra sted til sted. Vi skulle fange nu'et.